# Бибик Василь Андрійович
Василь Андрійович Бибик (Бибік, Бібик) (10.08.1894, с. Гудими Лохвицького пов. Полтавської губ., тепер Роменського р-ну Сумської обл. — 3.08.1955, Нью-Йорк, США) — український військовий і громадський діяч, журналіст, інженер-економіст; член «Української хати» (Одеса, 1917), хорунжий 1-го українського полку ім. Богдана Хмельницького та 1-го Українського запас. полку, член Студентської громади табору Щипйорно (1923), член Української академічної громади при УГА в Подєбрадах (1920-ті); звання— хорунжий військ Центральної Ради, поручник піхоти Армії УНР.
Відповідно до українського законодавства може бути зарахований до борців за незалежність України у ХХ сторіччі.

## Біографічні відомості
Закінчив 1-шу Одеську школу прапорщиків (4.05.1917). В «Описі життя» зазначав: «Мій батько та й увесь рід займався хліборобством. В день мого народження вмерла моя мати, і я ріс і виховувався під доглядом старшої своєї сестри. Коли я скінчив на 12 році свого життя народню сільську школу, моя рідня вирішила в пам'ять моєї помершої матері віддати мене в науку до середньої школи. Але, так як у нашому повітовому місті Лохвиці не було жадної середньої школи, я вступив до Вищої Початкової школи і після двохмісячного перебування в ній перейшов до відкритої в той час приватної Реальної школи; в останній успів скінчити тілько 3 кляси. Школа була російським урядом зачинена. Я стояв на роздоріжжю: відсутність у своєму місті иншої середньої школи, а матеріяльний стан батька не давав можливости учитись в иншому місті, то на цьому мусіла скінчитись моя наука. Але, повернувшись у рідне село Гудими, став заробляти гроші як репетитор (мені було в той час 15 років), що дало мені змогу ризикнути поїхати тримати іспити в Миргородську гімназію, в яку й був прийнятий до 4 кляси. Гімназіяльні роки я більше жив на мною зароблені гроші, як постійний репетитор. Гімназію скінчив в м. Миргороді весною 1916 р., а восени того ж року був прийнятий на правничий факультет Київського Університету, а через 3 місяці, як студент, був покликаний до російського війська».
3 березня 1917 р. взяв участь у першій українській маніфестації в Одесі. Василь Бібик згадував: "3 березня ст. ст. 1917 року вперше відбулась в Одесі величава українська маніфестація організованого громадянства міста, разом з військом. Наші дві школи прапорщиків студентського складу також брали участь у цій маніфестації. В І школі мій старший річник мав чимало свідомих українців, які одвідували «Українську Хату» в Одесі (головою був знаний військовий лікар полковник [Іван] Луценко — [голова Одеської УНП, послідовник М. Міхновського], перший самостійник в Укр. Центр. Раді, що в 1919 році загинув на Поділлю в бою проти червоних москалів). Отже, в «Укр. Хаті» було декількома юнаками-студентами 2 березня ст. ст. засновано спілку укр. юнаків у І школі (II школа мала тоді молодший річник, який в більшости складався з москалів). Головою спілки був син відомого українського письменника Михайла Коцюбинського — тоді юнак, а нині дипломат-урядовець СССР. В ніч з 2 на 3 березня дами-члени «Укр. Хати» наспіх, але старанно вишили чудовий український прапор для нашої юнацької укр. спілки, під яким ми й вийшли 3 березня на улиці Одеси. Першим прапороносцем був юнкер, нині інж. Сергій Колінський, б. старшина Української Армії. Школи йшли під червоним прапором. На подвіррі касарень 14 стріл. полку, де були розміщені обидві студ. школи старшин, вишикувались юнаки обох шкіл, а українці під своїм жовто-блакитним прапором стали окремо. В цей момент трапився якийсь голосний інцідент між Начальником II школи полковн. Л.-Гвардії М. Омеляновичем-Павленком та завідуючим школами армейським полковником Васильєвим. Між иншим, адьютантом цього Васильєва був штабскапітан Орлов, по походженню українець, згодом активний український старшина і громадський діяч.
Нас, українців, дуже цікавила причина інціденту, бо українці з II школи зголосились до нас, щоб йти під укр. прапором. Вийшовши на улицю (Канатна), розташувались в такому порядку: І школа під червоним прапором, далі українці — під жовто-блакитним прапором і II школа під червоним прапором; за ними кулеметний батальйон, а далі, позаду, Артилерійська (гарматна) школа. Лівим боком їхав на коні од голови проводу шкіл Начальник II школи полковник гвардії [Михайло] Омелянович-Павленко і, зупинившись біля укр. прапору, звернувся до мене з запитом: хто йде під цим прапором. Я відповів, що українці — нащадки запорозьких козаків. Полковник Омелянович-Павленко з приємною усмішкою заявляє, що він є також нащадок славних дунайських козаків і був би радий їхати під цим чудовим прапором. Я відповів, що цим зробить нам велику честь. Полковник Омелянович-Павленко поїхав далі оглядати свою школу, а ми в цей час передали українцям з II школи, що їх Начальник їхатиме на чолі українців, і у нас дуже збільшилася кількість, так що українці виглядали дуже імпозантно. «Одеський Листок» з 4 березня 1917 року про це писав так: «Під час вчорашньої маніфестації Одеса була заскочена несподіванкою, бо популярний в Одесі Нач. II студентської школи юнаків, полк. гвардії, георгієвський кавалер, з перев'язаною раненою рукою, на чудовому рижому коні вів свою школу під сепаратистичним „українським прапором“»
Будучи ще у військовій школі в Одесі, — читаємо далі в «Описі життя» Василя Бибіка, — я належав не тілько до шкільного українського гуртка, а був членом «Укр. Хати», а тому, поїхавши як старшина до Туркестану, я зразу приступив до українізації війська в м. Самарканді (?!) і через місяць який, в кінці червня 1917 р., уже був з українізованим Курінем у Київі в складі 1-го Українського Богданівського полку, а пізніше трохи перейшов з молодими козаками до 1-го Укр. Запасового полку. З цього часу і по сьогоднішній я перебуваю без перерви в українському війську. В листопаді 1920 р. разом з Армією У. Н.Р. перейшов кордон Польщі і був інтернований, в якому стані й нахожусь зараз в таборі Щипіорно коло Каліша в складі Запорожської дивізії. Як член таборової Студентської громади займаюся культурно-просвітньою роботою серед вояків. На Україні постійне місце мого перебування в нормальні часи було с. Гудими, Лохвицького пов. на Полтавщині. Василь Бибік, 26/6 1923 р., Польща, таб. Щипіорно".
Навчаючись в Українській Господарській Академії у Подєбрадах, вів у газеті «Подєбрадські новини» постійну рубрику «Український огляд». Дипломна робота «Землеволодіння та землекористування на Великій Україні на передодні революції 1917 року». У справі диплома немає, але станом на 4 липня 1928 р. Василь Бибік підписувався як «інженер-економіст». Автор статті "До наших відносин з югослов'янами. З нагоди традиційного вечора студентського радикального клюбу «Сл.[ов'яни] Юг.[ославії]». Жив у Німеччині, потім у США.
Лицар Ордену Залізного Хреста і хреста Симона Петлюри. Довголітній член Товариства абсольвентів УГА, Українського національно-державного союзу і Товариства українських інженерів у США.
Похований у м.Саут-Баунд-Брук (Нью-Джерсі) на українському православному цвинтарі, США. На надгробку зазначено інший рік народження (1897), дату і місце смерті: 3.07.1954, Нью-Йорк, що суперечить даним некролога й автобіографії. Відправили в останню путь із православної церкви Св. Володимира в Нью-Йорку.